# Эритрейский итальянский
Эритрейский итальянский пиджин (или просто итальянский эритрейский) — пиджин, который использовался в итальянской Эритрее, когда Эритрея была колонией Италии (и до 1970-х годов в регионе Асмэры).

## История
Этот пиджин возник в конце XIX века и полностью развился в 1930-х годах. Имеет сходство со средиземноморским лингва франка — средневековым языком, служившим для общения арабских и турецких купцов с европейцами.
В 1940 году почти все местное население Асмэры (столицы Эритреи) говорило на эритрейском итальянском пиджине при общении с итальянскими колонизаторами.

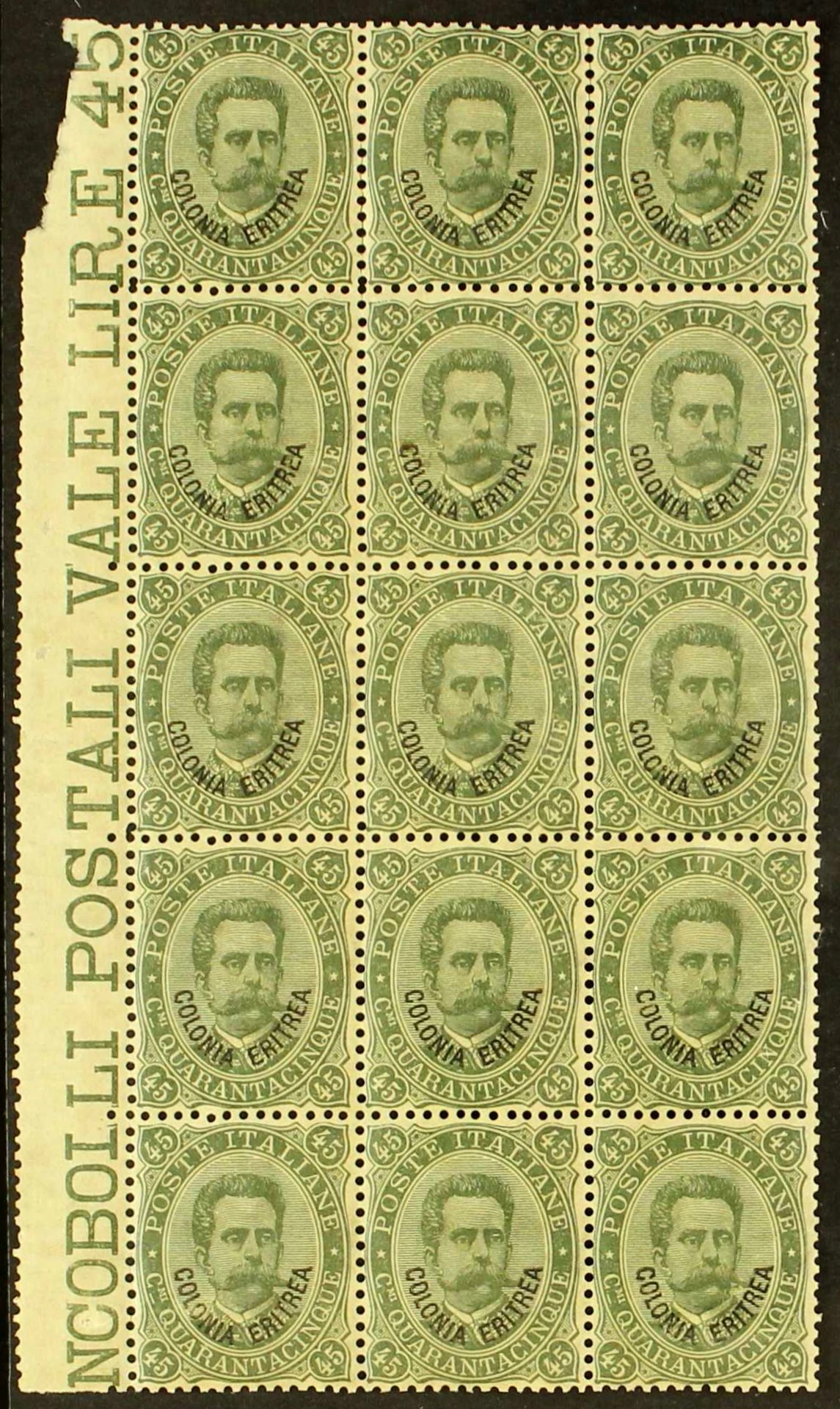
Марки «Colonia Eritrea» на итальянском языке, 1893 г.

До конца 1970-х годов этот пиджин все ещё использовался некоторыми коренными эритрейцами, но сейчас считается исчезнувшим (хотя некоторые эритрейцы старшего поколения все ещё понимают его в Асмэре).
По мнению Хабте, он использовался в общении не только между коренными эритрейцами и итальянцами, но и между различными племенами Эфиопии и Эритреи.
Лингвисты Г. Гилберт и Лайонел Бендер назвали этот пиджин «упрощенным итальянским языком Эритреи».
В «упрощенном итальянском Эритреи» базовый порядок слов в предложении — SVO; итальянские слова stare и ce используются как локатив.

## Примеры
Лексика и синтаксис итальянского эритрейского пиджина были описаны Саулом Хоффманном в «Il lascito linguistico italiano»:
- luy andato lospεdale; ср. итал. È andato all’ospedale («Он ушёл в больницу»);
- o bεrduto soldi ki tu dato bεr me; ср. итал. ho perso i soldi che mi hai dato («Я потерял деньги, которые ты мне дал»);
- iyo non ce/aβere makkina; ср. итал. non ho la macchina («у меня нет машины»).

## Итальянский язык в Эритрее сегодня
Итальянский по-прежнему широко распространен и остаётся основным языком торговли и образования в Эритрее. В Асмэре до сих пор есть школа с итальянским языком обучения, существующая с колониальных времен. Родившиеся в Италии и имеющие детей, родившихся в итальянской Эритрее, участвуют в ассоциациях итало-эритрейцев в Италии.
По словам посла Италии, в 2018 году почти 10 % населения столицы Асмэры всё ещё могут понимать итальянский язык, а некоторые старые эритрейцы помнят некоторые слова и фразы на итальянском языке.

## Лингвистические характеристики
На фонологию и интонацию пиджина влияют родные для эритрейцев языки, включая тигринья и арабский, но по форме эритрейский итальянский пиджин основан на стандартной европейской форме. В итальянской лексике Эритреи есть несколько заимствований из языка тигринья и слова арабского происхождения (в особенности исламские термины). С другой стороны, в тигринья — многие сотни итальянских заимствований.
В эритрейском языке, на котором говорят в Асмэре и окрестностях используются около пяти сотен итальянских слов. Ниже приведены некоторые из этих заимствованных слов:

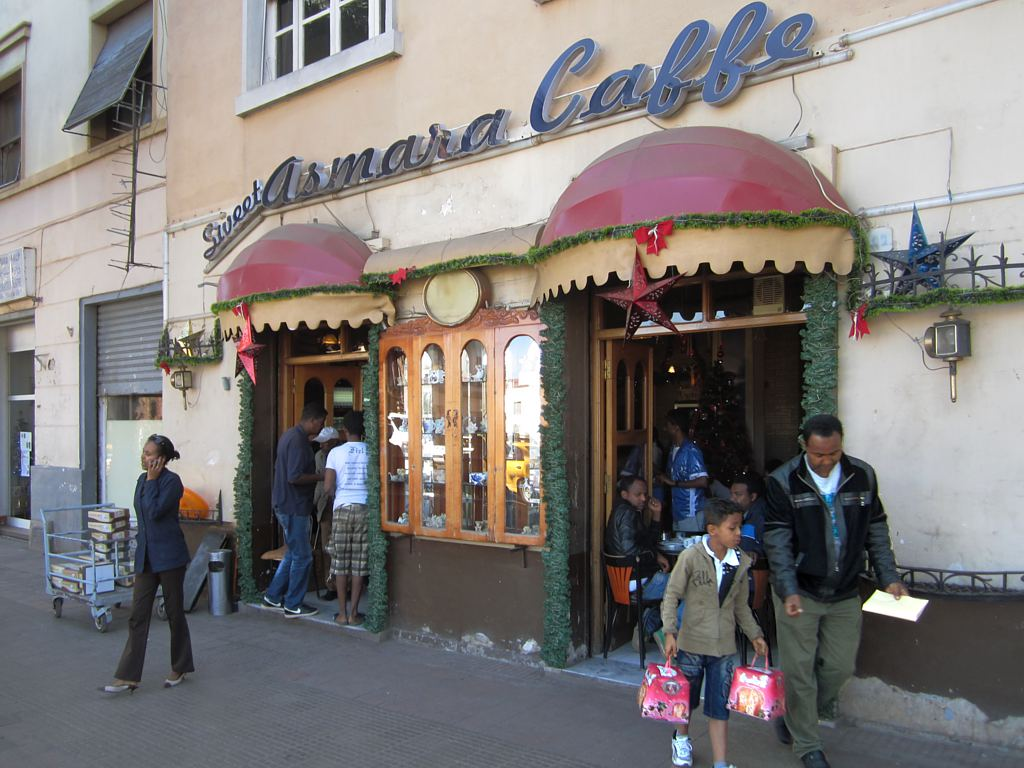
«Asmara Caffe» на проспекте Харнет в Асмэре славится капучино и выпечкой в итальянском стиле

Эритрейский — итальянский (русский)
- asheto — aceto (уксус)
- arransci — arancia (апельсин)
- bishcoti — biscotti (печенье)
- bani — pane (хлеб)
- dolsce — dolce (торт)
- malmalata — marmellata (мармелад)
- salata — insalata (салат)
- gazeta — giornale (газета)
- borta — porta (дверь)
- calsi — calze (носки)
- benzin — benzina (бензин)
- balaso — palazzo (здание)
- barberi — barbiere (парикмахер)
- falegnamo — falegname (плотник)